# Brawura
Brawura (ang. Test Pilot) – amerykański film z 1938 roku w reżyserii Victora Fleminga.

## Opis fabuły
Jim Lane (Clark Gable) jest pilotem testowym. Jego żona Ann i przyjaciel Gunner (Spencer Tracy) próbują ze wszystkich sił utrzymać go w stanie trzeźwości. Życie pilota testowego jednak wcale nie jest bezpieczne.

## Obsada
- Clark Gable jako Jim Lane
- Myrna Loy jako Ann Barton
- Spencer Tracy jako strzelec Morris
- Lionel Barrymore jako Drake
- Samuel S. Hinds as generał Ross
- Marjorie Main jako właścicielka ziemska
- Ted Pearson jako Joe
- Gloria Holden jako pani Benson
- Louis Jean Heydt jako Benson
- Virginia Grey jako Sarah
- Priscilla Lawson jako Mable
- Arthur Aylesworth jako pan Frank Barton
- Claudia Coleman jako pani Barton
- Fay Holden jako sprzedawczyni bielizny (niewymieniona w czołówce)
- Roger Converse jako  pracownik reklamy (niewymieniony w czołówce)
- Gregory Gaye jako Grant (niewymieniony w czołówce)
- Lester Dorr jako pilot (niewymieniony w czołówce)

## Nagrody i nominacje
| Nazwa nagrody | Wygrane            | Nominacje |
| ------------- | ------------------ | --- |
| Oscar         | 1939 bez rezultatu | 1939 Najlepszy film wytwórnia Metro-Goldwyn-Mayer Najlepsze oryginalne materiały do scenariusza Frank Wead Najlepszy montaż Tom Held |